# Episodi di Indirizzo permanente (terza stagione)
La terza stagione della serie televisiva Indirizzo permanente è andata in onda negli Stati Uniti dal 16 settembre 1960 al 30 giugno 1961 sulla ABC.
| nº | Titolo originale                  | Prima TV USA      | Titolo italiano | Prima TV Italia |
| -- | --------------------------------- | ----------------- | --------------- | --------------- |
| 1  | Attic                             | 16 settembre 1960 |                 |                 |
| 2  | The Fanatics                      | 23 settembre 1960 |                 |                 |
| 3  | The President's Daughter          | 30 settembre 1960 |                 |                 |
| 4  | The Office Caper                  | 7 ottobre 1960    |                 |                 |
| 5  | The Wide-Screen Caper             | 14 ottobre 1960   |                 |                 |
| 6  | The Negotiable Blonde             | 21 ottobre 1960   |                 |                 |
| 7  | The Laurel Canyon Caper           | 28 ottobre 1960   |                 |                 |
| 8  | Double Trouble                    | 4 novembre 1960   |                 |                 |
| 9  | Trouble in the Middle East        | 11 novembre 1960  |                 |                 |
| 10 | The Duncan Shrine                 | 18 novembre 1960  |                 |                 |
| 11 | The Double Death of Benny Markham | 25 novembre 1960  |                 |                 |
| 12 | The Antwerp Caper                 | 2 dicembre 1960   |                 |                 |
| 13 | The Affairs of Adam Gallante      | 9 dicembre 1960   |                 |                 |
| 14 | The Valley Caper                  | 16 dicembre 1960  |                 |                 |
| 15 | The Dresden Doll                  | 23 dicembre 1960  |                 |                 |
| 16 | The Rice Estate                   | 30 dicembre 1960  |                 |                 |
| 17 | The Hamlet Caper                  | 6 gennaio 1961    |                 |                 |
| 18 | The Man in the Mirror             | 13 gennaio 1961   |                 |                 |
| 19 | The College Caper                 | 20 gennaio 1961   |                 |                 |
| 20 | The Positive Negative             | 27 gennaio 1961   |                 |                 |
| 21 | The Corsican Caper                | 3 febbraio 1961   |                 |                 |
| 22 | Once Upon a Caper                 | 10 febbraio 1961  |                 |                 |
| 23 | Strange Bedfellows                | 17 febbraio 1961  |                 |                 |
| 24 | A Face in the Window              | 24 febbraio 1961  |                 |                 |
| 25 | Tiger by the Tail                 | 3 marzo 1961      |                 |                 |
| 26 | The Space Caper                   | 10 marzo 1961     |                 |                 |
| 27 | Open and Close in One             | 19 marzo 1961     |                 |                 |
| 28 | The Legend of Leckonby            | 24 marzo 1961     |                 |                 |
| 29 | Old Card Sharps Never Die         | 31 marzo 1961     |                 |                 |
| 30 | Vamp Til Ready                    | 7 aprile 1961     |                 |                 |
| 31 | The Common Denominator            | 14 aprile 1961    |                 |                 |
| 32 | The 6 Out of 8 Caper              | 21 aprile 1961    |                 |                 |
| 33 | The Celluloid Cowboy              | 28 aprile 1961    |                 |                 |
| 34 | The Eyes of Love                  | 5 maggio 1961     |                 |                 |
| 35 | Designing Eye                     | 12 maggio 1961    |                 |                 |
| 36 | Caper in E Flat                   | 19 maggio 1961    |                 |                 |
| 37 | Hot Tamale Caper: Part 1          | 27 maggio 1961    |                 |                 |
| 38 | Hot Tamale Caper: Part 2          | 2 giugno 1961     |                 |                 |
| 39 | Mr. Goldilocks                    | 30 giugno 1961    |                 |                 |

## Attic
- Prima televisiva: 16 settembre 1960

### Trama
- Guest star: Robert John Pittman (Ajax), Robert 'Rusty' Stevens (Max), Cynthia Pepper (Donna), Mickey Simpson (Butch), Kathleen Crowley (Vetta Nygood), Robert Colbert (Kim MacGowen), Lee Van Cleef (Deek), Gary Vinson (Marlin), Manning Ross (Dan), Jack Mather (sceriffo Reyben), Ricky Kelman (Randolph), John Dehner (Mark Hammet)

## The Fanatics
- Prima televisiva: 23 settembre 1960

### Trama
- Guest star: Voorheis J. Ardoin (Haroun), Victor Buono (Bongo Bennie), Jeff DeBenning (dottore), Joe Abdullah (tenente Fadin), Bert Convy (Kemal), Joe De Santis (Mustafa Caleb), Marcel Dalio (Moreau), Marlo Thomas (Amina), Tristram Coffin (Marcus Raymond), Oliver McGowan (Philip van Orden), Paul Dubov (Youssef), Jan Arvan (dottor Lindholm), Allen Jaffe (Airport Assassin)

## The President's Daughter
- Prima televisiva: 30 settembre 1960

### Trama
- Guest star: Leonard Strong (White Monk), Jacqueline Ravell (Nina Alonso), Albert Carrier (capitano), John Verros (Raul Mendez), George Tobias (aiutante Gonzales), Rodolfo Hoyos Jr. (capitano Soto), Lisa Montell (Dolores), Carolyn Komant (Blonde)

## The Office Caper
- Prima televisiva: 7 ottobre 1960

### Trama
- Guest star: J. Edward McKinley (Mr. Graff), Robert McQueeney (Vern Fletcher), Bruce Gordon (Hugo Womack), Sherry Jackson (Shirley Bent), Richard Jaeckel (Bob Bent), David Doyle (avventore da Dino's)

## The Wide-Screen Caper
- Prima televisiva: 14 ottobre 1960

### Trama
- Guest star: David Cross (Jean Paul Cartier), James Millhollin (Jon Keith), Frankie Ortega (se stesso), Buddy Lester (se stesso), Sharon Hugueny (Sprite Simpson), Paula Raymond (Karen Blair), Ruta Lee (Melissa Mateneau), Judy Dan (Lotus Lee), Beatrice Kay (Eleanora Ferris), Walter Reed (Sheldon Blair), Lili Kardell (Helga Haller), Ray Montgomery (reporter)

## The Negotiable Blonde
- Prima televisiva: 21 ottobre 1960

### Trama
- Guest star: Henry Corden (Alfredo), Jay Novello (Packer), Sandra Edwards (Cocktail Waitress), Marianna Hill (Latin Girl), Karen Steele (Iris), Rhodes Reason (Norris), Barbara Baxter (hostess)

## The Laurel Canyon Caper
- Prima televisiva: 28 ottobre 1960

### Trama
- Guest star: Gayla Graves (Lois James), Gary Conway (Johnny Poe), Paul Lukather (Scooter), Lewis Charles (Nicky Nardo), Jock Mahoney (Barry James), Kaye Elhardt (Belinda Lane), Fredd Wayne (Mike Ransome), Peter Leeds (Chick Little), Roxanne Arlen (April Moon), John Hubbard (dottor Robillard), Barbara English (Chicken Little Show Extra)

## Double Trouble
- Prima televisiva: 4 novembre 1960

### Trama
- Guest star: Frank Nechero (Scotty Muir), John Dennis (Nelse Nelson), Max Baer Jr. (Government Man), William Forrest (Graham), Bruce Cabot (Silk Cipriano), Dolores Donlon (Rena Stratton), Bert Freed (Emory Blaine)

## Trouble in the Middle East
- Prima televisiva: 11 novembre 1960

### Trama
- Guest star: Ken Tilles (dottor Conan), Ted Wedderspoon (William Pitts-Evel), Vic Tayback (ribelle con la barba), Paul Marco (Jeep Driver), Mario Alcalde (Kassite), Henry Brandon (Darius), Paul Dubov (Georges Theriol), Katherine Henryk (Elizabeth Pitts-Evel), Jay Adler (Gomates), George J. Lewis (Ochus), Sherry Jackson (Ophir)

## The Duncan Shrine
- Prima televisiva: 18 novembre 1960

### Trama
- Guest star: Marjorie Bennett (Bessie St. Clair), Sally Todd (Carla Roland), Barbara Gates (Jennifer Cross), Richard Deacon (Wallace Friend), Donald Woods (Frank Baker), Meg Wyllie (Rose Durkee), Judith Rawlins (Wendy Wynne), Fern Barry (Elvira Hack)

## The Double Death of Benny Markham
- Prima televisiva: 25 novembre 1960

### Trama
- Guest star: Jacqueline Squire (cameriera), Friedrich von Ledebur (Kurt Strohmann), Diana Crawford (Sheila), Kendrick Huxham (Blinky), Walter Burke (Benny Markham), Gale Garnett (China Mary), Tudor Owen (dottor MacDougal), Lester Matthews (ispettore Carnahan), Jennifer Raine (Betty Linell), Peter Forster (Blackpool Eddie)

## The Antwerp Caper
- Prima televisiva: 2 dicembre 1960

### Trama
- Guest star: John Banner (Carl Neuman), John Van Dreelen (Alexis Manet), Roger Til (ispettore D'Avril), Penny Santon (Mrs. Neuman), Karen Steele (Gabriella Neuman), Dale Van Sickel (Josef)

## The Affairs of Adam Gallante
- Prima televisiva: 9 dicembre 1960

### Trama
- Guest star: Norma Varden (Maude Courtright), Marianne Gaba (Peaches Schultz), Alana Ladd (Teenager), Robert Quarry (Joey Webb), Alvy Moore (Adam Gallante), Sue Randall (Alice Smith Gallante), Carol Ohmart (Sheila Storm), Carmen Phillips (Karma Onyx), Frankie Ortega (se stesso)

## The Valley Caper
- Prima televisiva: 16 dicembre 1960

### Trama
- Guest star: Dennis Holmes (Pete), Ken Mayer (Hood), David Alpert (Makeup Man), Reedy Talton (Jimmy Cook), Kathleen Crowley (Abigail Allen), Tristram Coffin (David Hillman), William A. Forester (Director)

## The Dresden Doll
- Prima televisiva: 23 dicembre 1960

### Trama
- Guest star: Raymond Bailey (Steven Stewart), H. M. Wynant (Jerry Brent), Judith Rawlins (infermiera), Kay Stewart (Miss Adams), Myrna Fahey (Dolly Stewart), Dave Barry (se stesso)

## The Rice Estate
- Prima televisiva: 30 dicembre 1960

### Trama
- Guest star: Cecile Rogers (ragazza), Montgomery Pittman (Russian), Jean Paul King (Will), Chuck Hicks (Bobby), Gary Conway (Colton Rice), Peggy McCay (Eunice Rice)

## The Hamlet Caper
- Prima televisiva: 6 gennaio 1961

### Trama
- Guest star: Neil Hamilton (Jerry Branford), Faith Domergue (Gretchen Jervis), John Wengraf (Max Eberhard), Richard Garland (Farley Cabot), Andrew Duggan (Derek Fielding), Nina Shipman (Darlene Wells), Michael Harris (Marcelus)

## The Man in the Mirror
- Prima televisiva: 13 gennaio 1961

### Trama
- Guest star: Gayla Graves (Anita), Constance Davis (Mrs. Macleavy), George Werier (impiegato), Vana Leslie (infermiera), Karl Swenson (Joseph Vanner / Joe Vianelli), Robert Colbert (Phil), Tristram Coffin (dottore Alford), Charles Seel (Martin)

## The College Caper
- Prima televisiva: 20 gennaio 1961

### Trama
- Guest star: Karl Lukas (Hood), Steve Mitchell (Hood), Karen Parker (Jean), William Forrest (John Morgan), Chad Everett (Mark Adams), Alan Baxter (Frankie Arnold), Marian McKnight (Sally Butler), Claudia Barrett (Gloria Phillips), Julie Van Zandt (ragazza)

## The Positive Negative
- Prima televisiva: 27 gennaio 1961

### Trama
- Guest star: Karen Parker (Choux-Choux Godot), Joseph Ruskin (Gregory), Murray Kamelhar (Fisherman), David Cross (ispettore Duvivier), John Conte (Gunnar Isis), Leslie Parrish (Amanda Sant), Mari Blanchard (contessa Van Hochenstein), Kurt Kreuger (Rafael Galindos), Robin Hughes (Nicky Bascombe), David Janti (Ship's Officer)

## The Corsican Caper
- Prima televisiva: 3 febbraio 1961

### Trama
- Guest star: Max Baer Jr. (Luther Martell), Douglas Dick (Dean Emery), Dawn Wells (Yvonne Martell), Marjorie Stapp (Mitzi Martell), Vana Leslie (Eve Martell), Joseph Holland (Abel Price)

## Once Upon a Caper
- Prima televisiva: 10 febbraio 1961

### Trama
- Guest star: Leonard Bremen (Pete), Brad Weston (Jack Hood), Joan Staley (Miss Stanley), Mike London (Limy), John Hubbard (Mr. Winterbottom), Carolyn Komant (JoAnne), Jack Daly (Salesman)

## Strange Bedfellows
- Prima televisiva: 17 febbraio 1961

### Trama
- Guest star: Richard Rust (Race Shawn), Fay Baker (Caroline Kinares), Herb Vigran (Augie), Paul Dubov (bandito), Kathleen Crowley (Martiza Vedar), Lee Patrick (Nona Rumson), Oscar Beregi Jr. (Holtz Von Ulrich), John Gabriel (Nicky Kinares), Ty Hardin (Drew Dekker)

## A Face in the Window
- Prima televisiva: 24 febbraio 1961

### Trama
- Guest star: Paula Raymond (Sandra Morgan), Merry Anders (Lorrie Lambers), Dee Carroll (Amy Rollet), Joe De Santis (Milton Garvey), Peter Breck (Tim Winslow)

## Tiger by the Tail
- Prima televisiva: 3 marzo 1961

### Trama
- Guest star: John Baer (Wm. T. Hart), Luciane Auclaire (Lada), Keith Richards (Johnson), Herman Rudin (Nikki), John Van Dreelen (Padi Shah of Benar), Sharon Hugueny (Sari), Merry Anders (se stessa), Theodore Marcuse (Igor), Peter Humphries (maggiore Forester), Roger Moore (se stesso)

## The Space Caper
- Prima televisiva: 10 marzo 1961

### Trama
- Guest star: Jack Livesey (dottor Roger Middlesmith), Otto Waldis (dottor Joseph Durek), Billy Halop (Tim Acton), Harry Holcombe (dottor John Carver), Arthur Franz (dottor Alex Conley), Coleen Gray (Helen Conley), Kasey Rogers (Greta Michov), Tod Andrews (Jim Brecker), Jean Porter (Dorothy Cooper), Mark Bailey (guardia di sicurezza)

## Open and Close in One
- Prima televisiva: 19 marzo 1961

### Trama
- Guest star: Dawn Wells (Judy Rodgers), Carol Ohmart (Rochelle Adrain), Gayla Graves (Gypsy), Wallace Rooney (Wally Raye), Julie Adams (Norma Kellogg), Buddy Ebsen (Baxter Kellogg), Joel Grey (Joey Kellogg), Keith Richards (Allan Joyce)

## The Legend of Leckonby
- Prima televisiva: 24 marzo 1961

### Trama
- Guest star: Jean Allison (Francine Sheldon), Richard Carlyle (Stanley Leckonby), Victor Buono (Gunther), Robert Foulk (Emil Seley), Rochelle Hudson (Renee Lamson), Ed Prentiss (Brendan)

## Old Card Sharps Never Die
- Prima televisiva: 31 marzo 1961

### Trama
- Guest star: Walter Reed (Carl Quigley), Richard Garland (Wayne Gentry), Maurice Manson (Paul Wheary), George Wallace (sceriffo), Lisa Gaye (Samantha Hoyt), Robert Lowery (Marcus Henning), Robert Colbert (Jim Vance), William Fawcett (Notch McConnell), Jackson Halliday (Mr. Davis)

## Vamp Til Ready
- Prima televisiva: 7 aprile 1961

### Trama
- Guest star: Janet Lake (Melissa van Horn), Kaye Elhardt (Julie Lee), John Van Dreelen (Max Comstock), Arthur Tenen (Irv Edwards), Bert Convy (David Todd), Nancy Downey (receptionist), Brad Weston (Wedge Rankin)

## The Common Denominator
- Prima televisiva: 14 aprile 1961

### Trama
- Guest star: Frank Gerstle (John Carter), Constance Davis (Mrs. Davis), Gilchrist Stuart (Winfred Langford), Michele Montau (Renee Dumont), Paul Birch (Myron Jones), Phillip Terry (George Lewis)

## The 6 Out of 8 Caper
- Prima televisiva: 21 aprile 1961

### Trama
- Guest star: Gordon Jones (Schoolboy Slidell), Jay Novello (Wilmer Zaleski), William Kendis (Flip), Robert Hutton (Harvey Stokes), Patrice Wymore (Barbara Wentworth), Nelson Olmsted (Gordon Baylor)

## The Celluloid Cowboy
- Prima televisiva: 28 aprile 1961

### Trama
- Guest star: Donna Douglas (Rhonda Sheridan), Peggy McCay (Fay Dakota), Hal Baylor (Johnny Lace), Kent Taylor (Henry Thaxton), Andrew Duggan (Flint Dakota), Christine Nelson (Moonbeam)

## The Eyes of Love
- Prima televisiva: 5 maggio 1961

### Trama
- Guest star: Judith Rawlins, Judy Lewis, Donald Buka, John Conte, Richard Crane, Dorothy Green (Amanda Strong), Jess Kirkpatrick, Robert Glenn (detective)

## Designing Eye
- Prima televisiva: 12 maggio 1961

### Trama
- Guest star: Robert H. Harris (Pop Halliday), Carol Ohmart (Linda Gates), Tony Travis (Mark Fulton), Rebecca Welles (Ellen Martone)

## Caper in E Flat
- Prima televisiva: 19 maggio 1961

### Trama
- Guest star: John Dehner (Morton P. Franklin), Joseph Gallison (Billy Boy Baines), Carolyn Komant (Susan), Cloris Leachman (Vicki Franklin)

## Hot Tamale Caper: Part 1
- Prima televisiva: 27 maggio 1961

### Trama
- Guest star: Lisa Montell (Linda Carnero), Donna Martell (Maria Rodriquez), Carlos Romero (Seradil), Ric Roman (Paul Pinar), Jack Anthony (Powell), Joe De Santis (Valdez), Nick Dimitri, Troy Donahue (Sandy Winfield I), Sharon Landa (Marlene Randolph), George J. Lewis (dottor Santos), Van Williams (Ken Madison)

## Hot Tamale Caper: Part 2
- Prima televisiva: 2 giugno 1961

### Trama
- Guest star: Lisa Montell (Linda Carnero), Donna Martell (Maria Rodriguez), Carlos Romero (Seradil), Ric Roman (Paul Pinar), Jack Anthony (Powell), Joe De Santis (Valdez), Nick Dimitri, Troy Donahue (Sandy Winfield I), Sharon Landa (Marlene Randolph), George J. Lewis (dottor Santon), Van Williams (Ken Madison)

## Mr. Goldilocks
- Prima televisiva: 30 giugno 1961

### Trama
- Guest star: Sue Ane Langdon (Polly Wills), Mike Road (Abern Wills), Will Wright (Luther Hanks), Adam Williams (Willie Lee Hanks)